# Саляхово
Саля́хово (рос. Саляхово, башк. Сәләх) — присілок у складі Зілаїрського району Башкортостану, Росія. Входить до складу Канзафаровської сільської ради.
Населення — 161 особа (2010; 168 в 2002).
Національний склад:
- башкири — 100%